# Teenage Time Killers
Teenage Time Killers es un supergrupo estadounidense formado en Los Ángeles, California, Estados Unidos. Entre los miembros más destacables se encuentran Corey Taylor de Slipknot, Dave Grohl de Foo Fighters, Matt Skiba de Alkaline Trio y Randy Blythe de Lamb of God.
- Datos: Q15741928